# European Master in Classical Cultures
Der European Master in Classical Cultures (EMCC) ist ein international integrierter interdisziplinärer Studiengang der Altertumswissenschaften, der von 13 Partneruniversitäten in 9 europäischen Ländern getragen wird. Seit 2006 wird die Planung und Implementierung des Masterstudienganges als Curriculum Development Projekt des Erasmus-Programms von der Europäischen Union gefördert.

## Partneruniversitäten

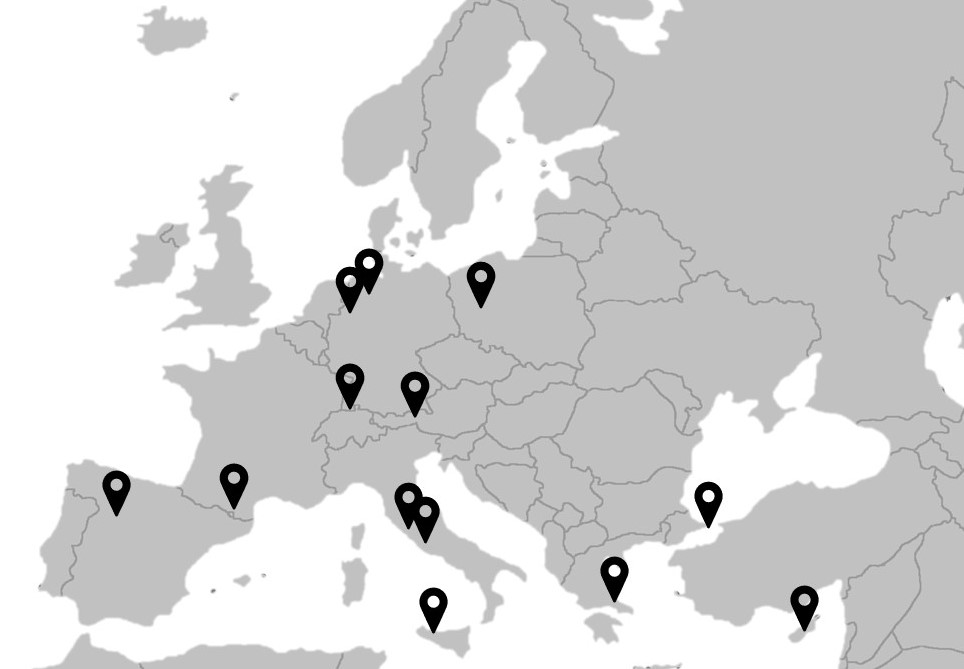
Karte mit Partneruniversitäten

Der Studiengang ist bisher an 13 Partneruniversitäten in 9 europäischen Ländern installiert. Die Studieninhalte werden stets in der Landessprache der jeweiligen Universität, zum Teil auch in Englisch, vermittelt. 
- Universität Athen
- Universität Freiburg
- Universität Hamburg
- Leopold-Franzens-Universität Innsbruck
- Istanbul Üniversitesi
- Universität Münster
- Universität Zypern
- Universität Palermo
- Universität Perugia
- Adam-Mickiewicz-Universität Posen
- Universität Rom III
- Universität Salamanca / Universität Valladolid
- Université Toulouse–Jean Jaurès
- Kooperationspartner: Deutsches Archäologisches Institut Rom (DAI)